# Vauchelles-les-Quesnoy
Pour les articles homonymes, voir Vauchelles (homonymie) et Quesnoy.
Vauchelles-les-Quesnoy est une commune française située dans le département de la Somme, en région Hauts-de-France.
Depuis juillet 2020, la commune fait partie du parc naturel régional Baie de Somme - Picardie maritime.

## Géographie

### Localisation
Vauchelles-les-Quesnoy est un village picard du Ponthieu proche du Vimeu.
Limitrophe d'Abbeville, la commune est située à 8 km à l'ouest d'Ailly-le-Haut-Clocher et à 37 km au nord-ouest d'Amiens à vol d'oiseau.
Le territoire de la commune est limitrophe de ceux de six communes.
Les communes limitrophes sont Abbeville, Bellancourt, Caours, Épagne-Épagnette, Neufmoulin et Saint-Riquier.

### Géologie et relief
Située sur un plateau, Vauchelles-les-Quesnoy surplombe la vallée du Scardon.

### Hydrographie
La commune est située dans le bassin Artois-Picardie. Elle n'est drainée par aucun cours d'eau.

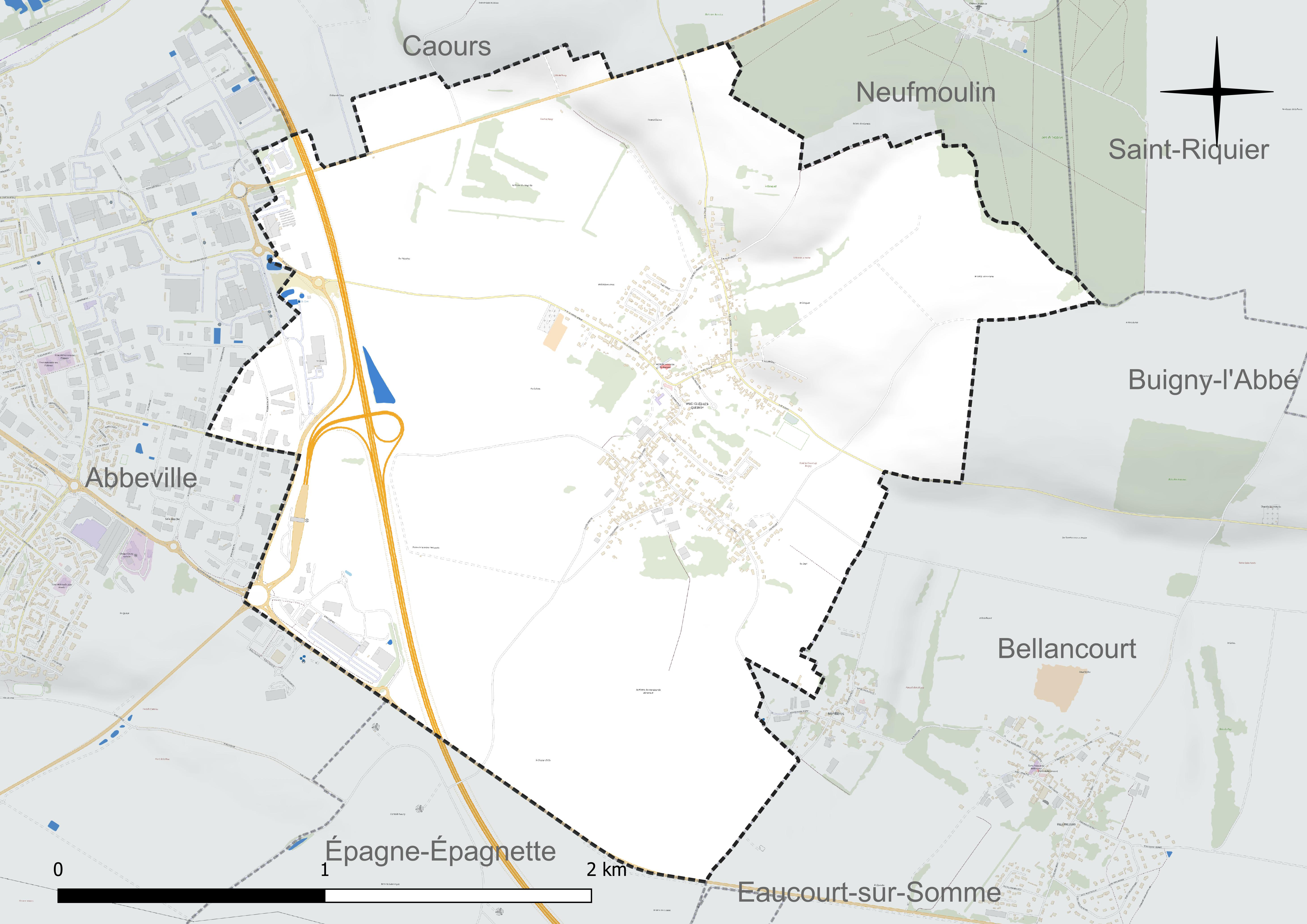
Réseau hydrographique de Vauchelles-les-Quesnoy.

### Climat
Pour des articles plus généraux, voir Climat des Hauts-de-France et Climat de la Somme.
En 2010, le climat de la commune est de type climat océanique altéré, selon une étude du CNRS s'appuyant sur une série de données couvrant la période 1971-2000. En 2020, Météo-France publie une typologie des climats de la France métropolitaine dans laquelle la commune est exposée à un climat océanique et est dans la région climatique Côtes de la Manche orientale, caractérisée par un faible ensoleillement (1 550 h/an) ; forte humidité de l'air (plus de 20 h/jour avec humidité relative > 80 % en hiver), vents forts fréquents.
Pour la période 1971-2000, la température annuelle moyenne est de 10,5 °C, avec une amplitude thermique annuelle de 13,4 °C. Le cumul annuel moyen de précipitations est de 770 mm, avec 12,1 jours de précipitations en janvier et 8,7 jours en juillet. Pour la période 1991-2020, la température moyenne annuelle observée sur la station météorologique la plus proche, située sur la commune d'Abbeville à 4 km à vol d'oiseau, est de 11,0 °C et le cumul annuel moyen de précipitations est de 806,2 mm,. Pour l'avenir, les paramètres climatiques de la commune estimés pour 2050 selon différents scénarios d'émission de gaz à effet de serre sont consultables sur un site dédié publié par Météo-France en novembre 2022.
| Mois                                  | jan.             | fév.             | mars          | avril           | mai             | juin          | jui.           | août           | sep.           | oct.          | nov.            | déc.             | année      |
| ------------------------------------- | ---------------- | ---------------- | ------------- | --------------- | --------------- | ------------- | -------------- | -------------- | -------------- | ------------- | --------------- | ---------------- | ---------- |
| Température minimale moyenne (°C)     | 2,2              | 2,3              | 4             | 5,5             | 8,7             | 11,4          | 13,4           | 13,7           | 11,3           | 8,7           | 5,3             | 2,8              | 7,4        |
| Température moyenne (°C)              | 4,6              | 5                | 7,4           | 9,9             | 13              | 15,7          | 17,9           | 18,1           | 15,4           | 12            | 7,9             | 5,1              | 11         |
| Température maximale moyenne (°C)     | 7                | 7,7              | 10,9          | 14,3            | 17,3            | 20,1          | 22,4           | 22,6           | 19,6           | 15,3          | 10,5            | 7,4              | 14,6       |
| Record de froid (°C) date du record   | −17,4 17.01.1985 | −15,2 13.02.1929 | −9,8 04.03.05 | −3,6 11.04.03   | −1,6 02.05.1960 | 0 14.06.1933  | 1,3 29.07.1933 | 4,9 28.08.1979 | 1,3 23.09.1979 | −5 28.10.1931 | −8,2 23.11.1956 | −14,6 20.12.1938 | −17,4 1985 |
| Record de chaleur (°C) date du record | 17,2 10.01.1936  | 19,9 17.02.1950  | 25,2 31.03.21 | 29,3 16.04.1949 | 32,4 25.05.1953 | 35,2 18.06.22 | 41,3 25.07.19  | 37,3 10.08.03  | 33,1 10.09.23  | 27,8 01.10.11 | 21,8 03.11.1927 | 16,3 30.12.22    | 41,3 2019  |
| Précipitations (mm)                   | 64,1             | 53,4             | 52,8          | 50              | 60,4            | 63,3          | 62,1           | 80,6           | 66,6           | 77            | 84,2            | 91,7             | 806,2      |

## Urbanisme

### Typologie
Au 1er janvier 2024, Vauchelles-les-Quesnoy est catégorisée commune rurale à habitat dispersé, selon la nouvelle grille communale de densité à sept niveaux définie par l'Insee en 2022.
Elle est située hors unité urbaine. Par ailleurs la commune fait partie de l'aire d'attraction d'Abbeville, dont elle est une commune de la couronne,. Cette aire, qui regroupe 73 communes, est catégorisée dans les aires de 50 000 à moins de 200 000 habitants,.

### Occupation des sols
L'occupation des sols de la commune, telle qu'elle ressort de la base de données européenne d'occupation biophysique des sols Corine Land Cover (CLC), est marquée par l'importance des territoires agricoles (79,6 % en 2018), en diminution par rapport à 1990 (88,5 %). La répartition détaillée en 2018 est la suivante : 
terres arables (63,4 %), prairies (16,2 %), zones industrielles ou commerciales et réseaux de communication (10,6 %), zones urbanisées (9,4 %), forêts (0,4 %). L'évolution de l'occupation des sols de la commune et de ses infrastructures peut être observée sur les différentes représentations cartographiques du territoire : la carte de Cassini (XVIIIe siècle), la carte d'état-major (1820-1866) et les cartes ou photos aériennes de l'IGN pour la période actuelle (1950 à aujourd'hui).

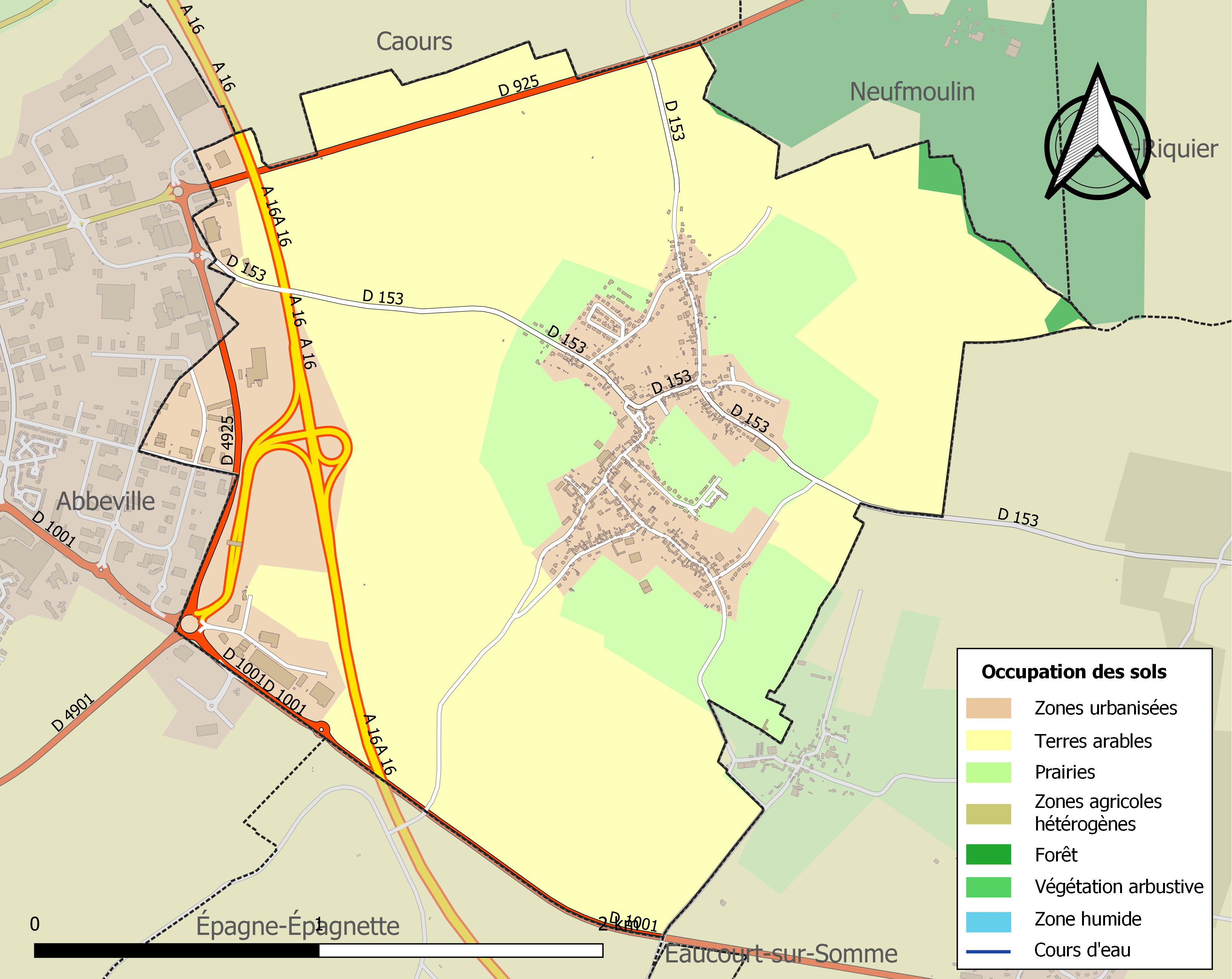
Carte des infrastructures et de l'occupation des sols de la commune en 2018 (CLC).

## Toponymie
Le nom de la localité est attesté sous les formes Valcellæ (960) ; Vaucelles (1138) ; Vaucheles (1138) ; Vaucellæ (1205) ; Valcelliæ (1206) ; Vaucelli (1227) ; Vauchelles (1245) ; Vausselles (1312) ; Vauselle (1529) ; La Vauchel (1585) ; La Wauchel (1590) ; Vauchelle (1644) ; Vauchel (1696) ; Vauchelles-les-Abbeville (1729) ; Vauchelles-le-Quesnoy (1729) ; Vauchelle-le-Quesnoy (1730) ; Vauchelle-les-Quesnoy (1753) ; Vanchelles-les-Quesnoy (1763) ; Vauchelles-les-Quenoy (1764) ; Vauchelle-le-Quenois (1778) ; Vauchelles-sous-Ailly (1781).

Du pluriel de l'oïl vacele, variante de vaucele « petite vallée », dans la plaine alluviale du Scardon. « Vauchelles » est la version picarde d'un toponyme, Vaucelles, qui n'est pas rare en France. Venu du diminutif bas latin valicella, il désigne une petite vallée, ce qui correspond assez bien à la topographie de Vauchelles-les-Quesnoy.
La préposition « lès » permet de signifier la proximité d'un lieu géographique par rapport à un autre lieu. En règle générale, il s'agit d'une localité qui tient à se situer par rapport à une ville voisine plus grande. La commune française de Vauchelles indique qu'elle se situe près de Quesnoy-sur-Airaines.

## Histoire
Un établissement gaulois d'un hectare et demi, datant du IIe siècle av. J.-C. a été mis au jour. Il est entouré de fossés de 2,90 m de large et renferme un four à sel et un four à métaux.

## Politique et administration

### Rattachements administratifs et électoraux
Rattachements administratifs
La commune se trouve dans l'arrondissement d'Abbeville du département de la Somme.
Elle faisait partie depuis 1801 du canton d'Abbeville-Nord. Dans le cadre du redécoupage cantonal de 2014 en France, cette circonscription administrative territoriale a disparu, et le canton n'est plus qu'une circonscription électorale.
Rattachements électoraux
Pour les élections départementales, la commune fait partie depuis 2014 du canton d'Abbeville-1
Pour l'élection des députés, elle fait partie de la première circonscription de la Somme.

### Intercommunalité
La commune était membre de la Communauté de communes de l'Abbevillois, un établissement public de coopération intercommunale 'EPCI) à fiscalité propre créé en 1994.
Dans le cadre des dispositions de la loi portant nouvelle organisation territoriale de la République du 7 août 2015, qui prévoit que les établissements publics de coopération intercommunale (EPCI) à fiscalité propre doivent avoir un minimum de 15 000 habitants, cette intercommunalité fusionne avec ses voisines pour former, le 1er janvier 2017, dont la commune est désormais membre.

### Liste des maires
| Période                                  | Période                   | Identité        | Étiquette | Qualité                                  |
| ---------------------------------------- | ------------------------- | --------------- | --------- | ---------------------------------------- |
| Les données manquantes sont à compléter. |                           |                 |           |                                          |
| 1959                                     | 1989                      | Noël Briois     |           |                                          |
| 1989                                     | mars 2008                 | Edmond Petit    |           |                                          |
| mars 2008                                | mars 2014                 | André Brianchon |           |                                          |
| mars 2014                                | En cours (au 24 mai 2020) | Régis Patte     |           | Retraité Réélu pour le mandat 2020-2026, |

## Population et société

### Démographie
L'évolution du nombre d'habitants est connue à travers les recensements de la population effectués dans la commune depuis 1793. Pour les communes de moins de 10 000 habitants, une enquête de recensement portant sur toute la population est réalisée tous les cinq ans, les populations de référence des années intermédiaires étant quant à elles estimées par interpolation ou extrapolation. Pour la commune, le premier recensement exhaustif entrant dans le cadre du nouveau dispositif a été réalisé en 2006.

En 2022, la commune comptait 809 habitants, en évolution de −4,49 % par rapport à 2016 (Somme : −1,26 %, France hors Mayotte : +2,11 %).
| 1793 | 1800 | 1806 | 1821 | 1831 | 1836 | 1841 | 1846 | 1851 |
| ---- | ---- | ---- | ---- | ---- | ---- | ---- | ---- | ---- |
| 635  | 621  | 600  | 762  | 795  | 827  | 828  | 864  | 859  |

| 1856 | 1861 | 1866 | 1872 | 1876 | 1881 | 1886 | 1891 | 1896 |
| ---- | ---- | ---- | ---- | ---- | ---- | ---- | ---- | ---- |
| 856  | 834  | 820  | 806  | 795  | 800  | 801  | 772  | 719  |

| 1901 | 1906 | 1911 | 1921 | 1926 | 1931 | 1936 | 1946 | 1954 |
| ---- | ---- | ---- | ---- | ---- | ---- | ---- | ---- | ---- |
| 666  | 677  | 672  | 574  | 545  | 568  | 580  | 604  | 600  |

| 1962 | 1968 | 1975 | 1982 | 1990 | 1999 | 2006 | 2011 | 2016 |
| ---- | ---- | ---- | ---- | ---- | ---- | ---- | ---- | ---- |
| 607  | 640  | 734  | 856  | 889  | 830  | 859  | 853  | 847  |

| 2021 | 2022 | - | - | - | - | - | - | - |
| ---- | ---- | - | - | - | - | - | - | - |
| 822  | 809  | - | - | - | - | - | - | - |

### Enseignement
À la rentrée de septembre 2022, les écoles primaires de Vauchelles et Bellancourt s'organisent en regroupement pédagogique intercommunal (RPI). La Communauté d'agglomération de la baie de Somme gère les affaires scolaires du primaire ; trois classes sont installées à Bellancourt, quatre à Vauchelles.

### Sport
Le FC Ailly/Vauchelles est le club de football de la commune. Le club résulte de la fusion des clubs d'Ailly-le-Haut-Clocher et de Vauchelles-les-Quesnoy. Il évolue actuellement en Départemental 5 du district de la Somme. Le FCAV évolue au complexe sportif Edmond-Petit, situé route de Buigny, à la sortie de Vauchelles-les-Quesnoy.

## Économie
La chambre de commerce et d'industrie et la Communauté d'agglomération de la baie de Somme ont engagé en 2018/2019 la réalisation de la seconde tranche d'aménagement du parc d'activités de Vauchelles-lès-Quesnoy.

## Culture locale et patrimoine

### Lieux et monuments
L'église Notre-Dame-de-l'Assomption, construite au sommet d'une colline, est de style gothique et date vraisemblablement du XVe siècle. On y trouve en effet un ex-voto dédié à Nicolas du Moncel, seigneur de Vascongnes, mort en 1487.[réf. souhaitée] Comme toutes les églises dédiées à la Vierge, elle est construite sur un plan barlong, avec un transept étroit. Des vitraux intérieurs représentent la bataille de Crécy d'août 1346, année d'anoblissement de la famille Le Clerc de Bussy.
C'est en 1919 que le conseil municipal de Vauchelles-les-Quesnoy délibère sur l'érection d'un monument aux morts dans l'allée centrale de l'actuel cimetière. Un comité de soutien est créé et lance une souscription auprès des habitants du village afin de le financer. En 1969, à la suite de la suppression de la mare communale sur la place, le monument aux morts est transféré en lieu et place. Ce monument est une pierre levée en forme de colonne quadrangulaire (obélisque) se terminant par un croix latine. Il est posé sur un piédestal carré à quatre degrés.

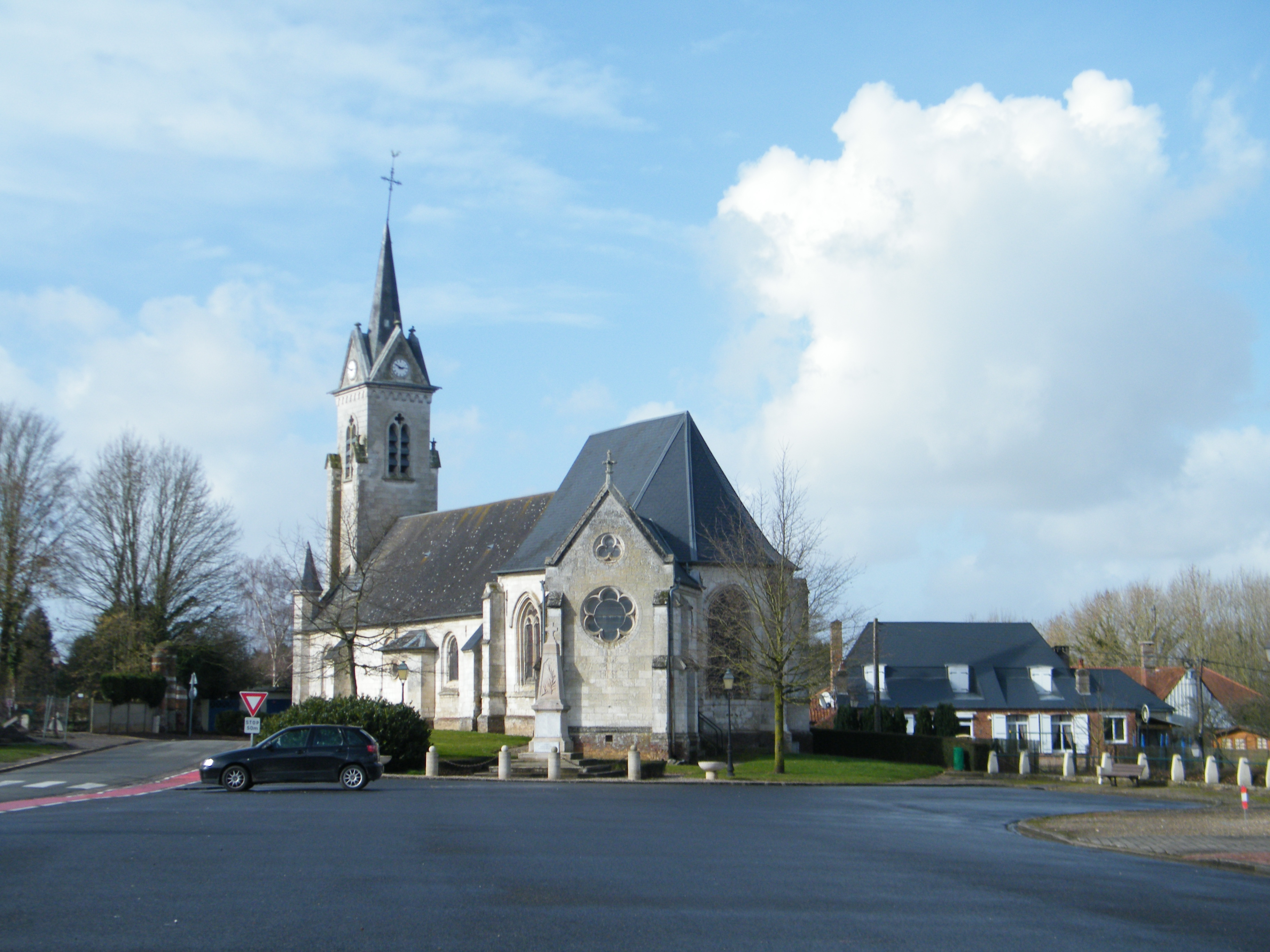
Église.
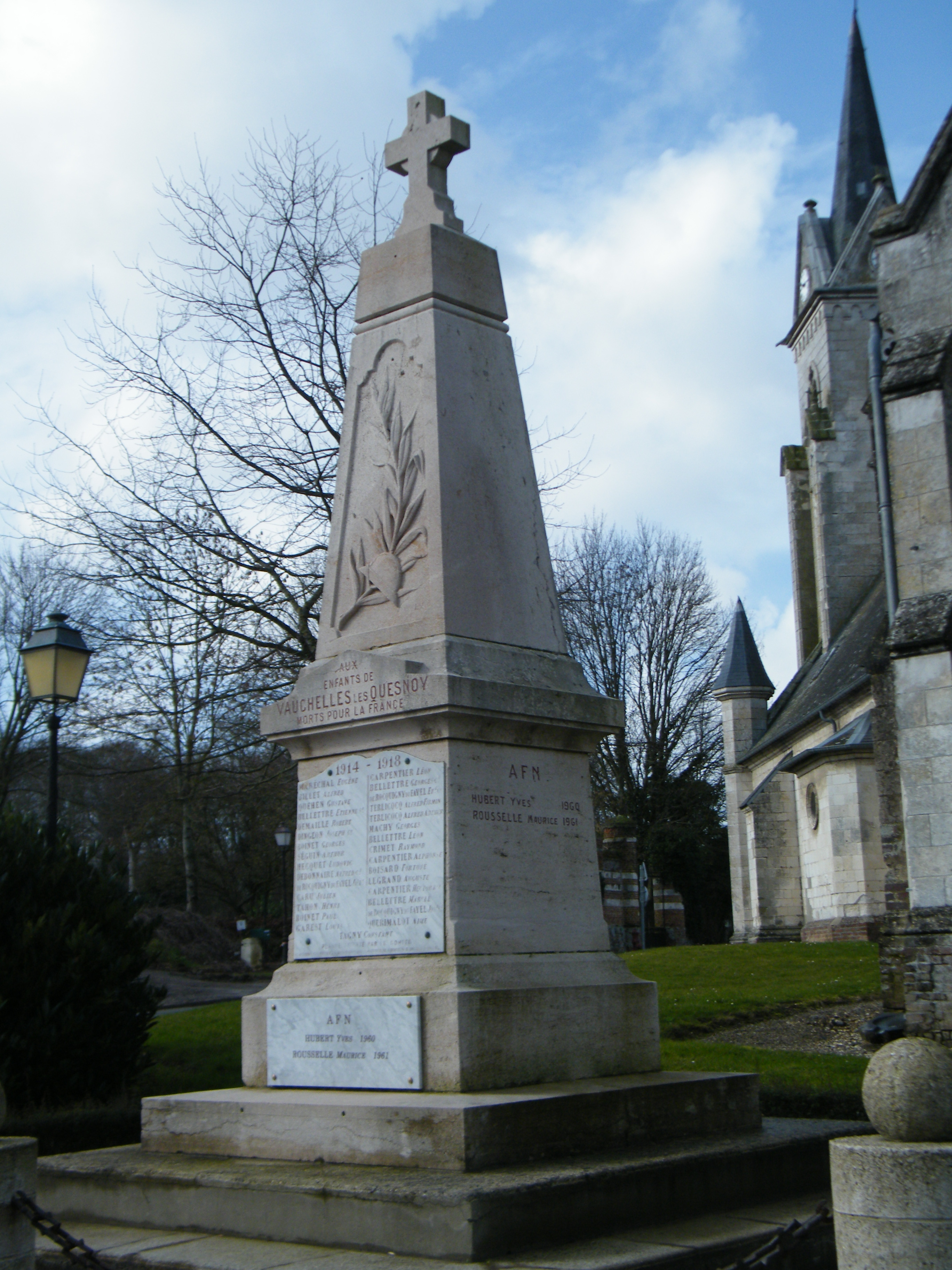
Monument aux morts.
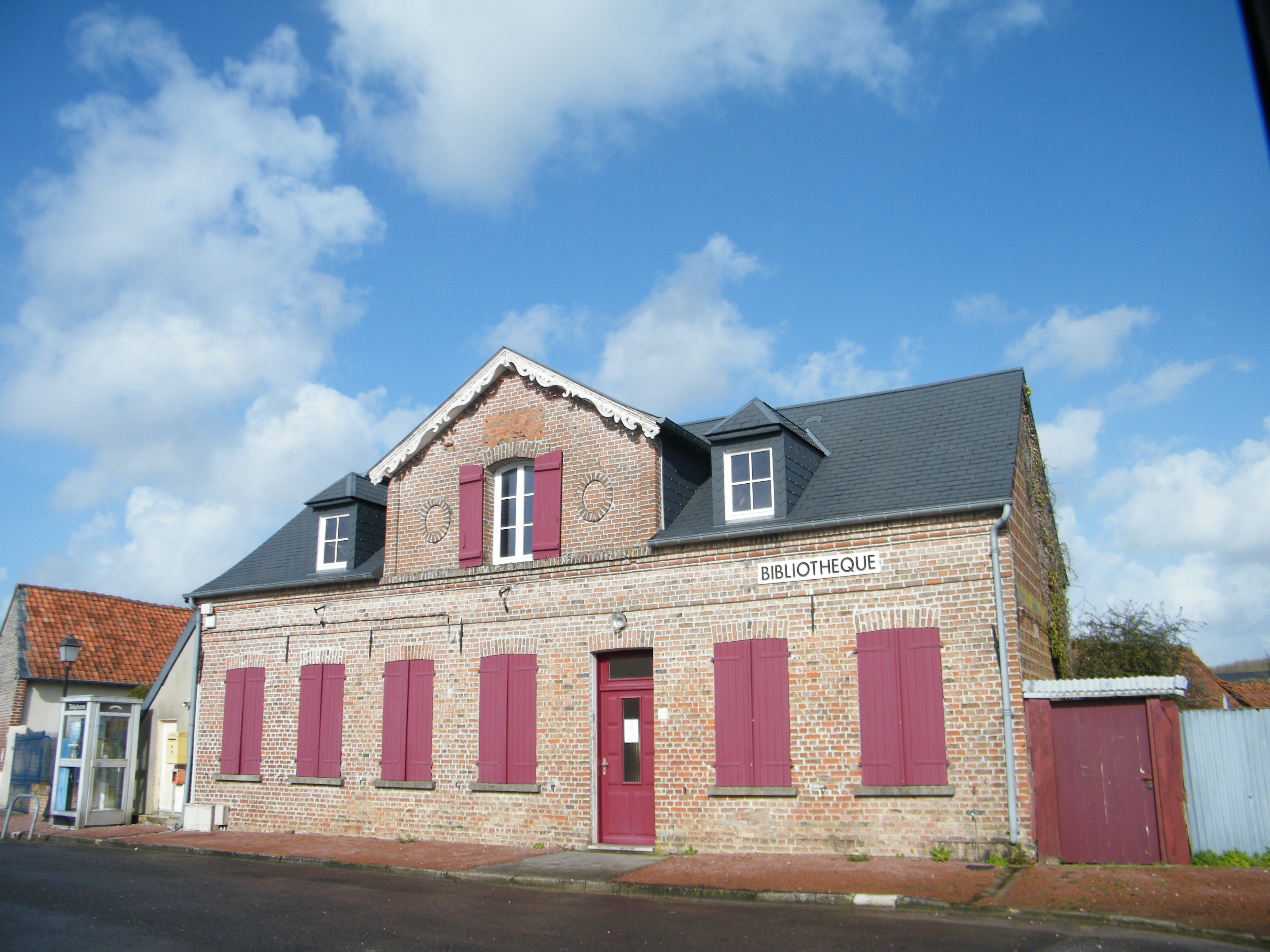
Bâtiments communaux : la bibliothèque.
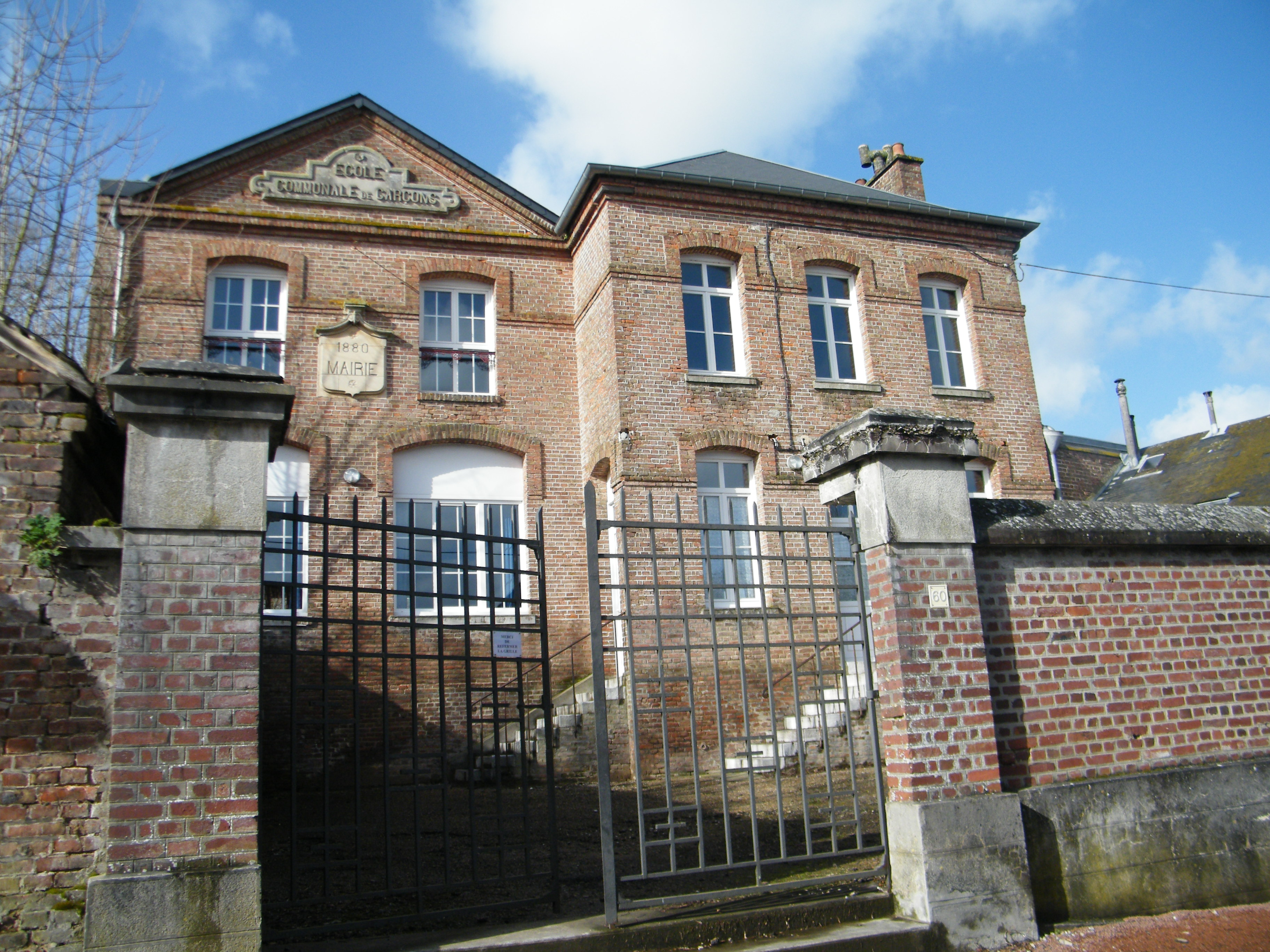
Mairie-école de 1880.

### Personnalités liées à la commune
- Le comte de Vauchelles, Charles Le Clerc de Bussy, repose dans le cimetière du village. Sa sépulture date de 1866, c'est la plus ancienne du lieu[29].
- Françoise Blanc (1936-2017), biologiste, née à Vauchelles-les-Quesnoy.

### Héraldique
| Blason de Vauchelles-les-Quesnoy | Blason  | D'argent au chêne terrassé de sinople, englanté d'or ; au chef d'azur chargé de trois pattes de loup d'or. |
| Blason de Vauchelles-les-Quesnoy | Détails | Le statut officiel du blason reste à déterminer.                                                           |